# Restrepo (Valle del Cauca)
Restrepo – miasto w Kolumbii, w departamencie Valle del Cauca.